# Husförsamling

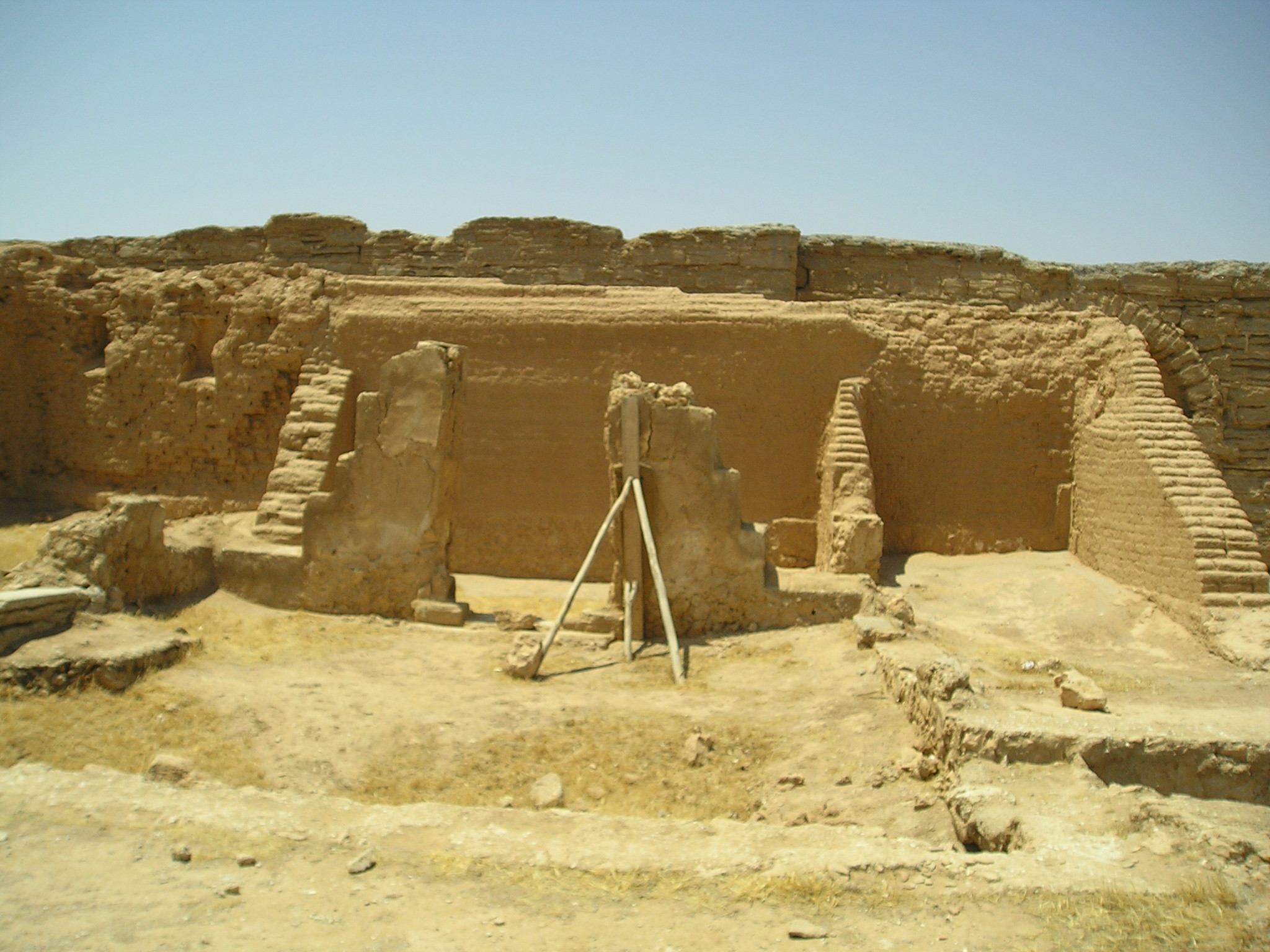
Dura-Europos huskyrka från cirka år 232 där rummet till höger är ett kapell.

husförsamling eller organisk församling är en kristen kyrka som inte samlas i en kyrkobyggnad. Istället möts man hemma hos församlingsmedlemmarna eller i en hyrd lokal. När en sådan samling är en del av verksamheten i en församling som har en kyrkobyggnad kallas det för cellgrupp, bönegrupp eller liknande. Vanligtvis omfattar en husförsamling tre till tjugo personer.
Ibland så uppstår husförsamlingar av nödvändighet, exempelvis genom att medlemmarna är för få för att finansiera en byggnad, eller för att församlingen är utsatt av förföljelse och måste hålla låg profil. Andra gånger startas husförsamlingar för att medlemmarna är övertygade om att det är ett bra sätt att göra församling på.

## Tidig kristendom
Enligt Apostlagärningarna samlades den första församlingen i Jerusalem i hemmen och utomhus på den judiska tempelplatsen (Apg 2:46). När kyrkan spred sig till andra delar av romarriket fortsatte man samlas i hem (Apg 16:40, 20:20). Nya Testamentet säger ingenting om kyrkobyggnader, istället adresseras församlingar utifrån de hem där de samlas (1 Kor 16:19, Kol 4:15).
Övriga historiska källor nämner heller ingenting om kyrkobyggnader förrän på 300-talet efter att kejsar Konstantin legaliserade kristendomen. En av de äldsta utgrävda kyrkorna arkeologer har funnit är en husförsamling i Dura-Europos i Syrien. Husets nedervåning hade en liten dopgrav och ett samlingsrum med kristna motiv inmålade på väggarna, medan en familj bodde på övervåningen.

## Husförsamlingar idag
I länder där kristna förföljs är husförsamlingar vanliga. Två tredjedelar av Kinas kristna bedöms tillhöra en husförsamling. I Iran, där muslimer bestraffas hårt om de konverterar till kristendomen, är hemliga husförsamlingar det dominerande sättet som kristna organiserar sig. Även i Indien växer husförsamlingsrörelsen starkt.
Även i Sverige har husförsamlingar blivit mer populära, även om de fortfarande är en liten minoritet. Helsingborgs husförsamlingsnätverk, Malmö huskyrka, Mötesplatsen och Ekklesia i Örebro samt Mosaik i Uppsala är några exempel. Vissa svenska husförsamlingar är med i nätverk.

## Debatt
Åsikterna går isär bland kristna hur normerande husförsamlingar bör vara. Teologen och debattören Micael Grenholm menar att de flesta nuvarande "byggnadsförsamlingar" borde sälja sina kyrkobyggnader och bli husförsamlingsnätverk istället. Detta för att kyrkobyggnader är så dyra och för att husförsamlingsrörelser inte är mindre effektiva utan tvärtom mer effektiva på att sprida evangeliet, enligt Grenholm.